# 国府川 (鳥取県)
国府川（こうがわ）は、天神川水系の支流で鳥取県倉吉市を流れ小鴨川に注ぐ一級河川。

## 地理
鳥取県倉吉市河来見の南、地蔵峠付近に源を発し北東に流れる。いくつかの支流をまとめ倉吉市和田東町付近で小鴨川と合流する。

## 主な橋
- 福光橋
- 国府橋
- 和田橋

## 流域の観光地
- 阿弥大寺古墳群（鳥取県倉吉市下福田）- 本川の右岸にあり、高城山から北に広がる丘陵の先端近くに位置している。四隅突出型の方墳三基からなる古墳群、1981年（昭和56年）国の史跡に指定される。
- 中国自然歩道